# 原告依春
原告依春是一种含氮有机硫化合物，分子式C
11H
19NO
10S
2，属于一种硫代葡萄糖苷，存在一些食品植物中，在体内会转化为告依春。